# Onthophagus scaberrimus
Onthophagus scaberrimus là một loài bọ cánh cứng trong họ Bọ hung (Scarabaeidae).